# اقتصاد کار و نیروی انسانی
اقتصاد کار و نیروی انسانی کتابی از حسن سبحانی است که در سال ۱۳۷۲ منتشر و تا سال ۱۳۹۹ به چاپ دهم رسید. این کتاب به زبان عربی ترجمه شده‌است.

## جوایز
این کتاب در مراسم کتاب سال جمهوری اسلامی ایران به‌عنوان کتاب شایسته تقدیر معرفی شد.